# Westernfilm
 Der er for få eller ingen kildehenvisninger i denne artikel, hvilket er et problem. Du kan hjælpe ved at angive troværdige kilder til de påstande, som fremføres i artiklen.

Westernfilm er en filmgenre, der har rødder i populære knaldromaner og wildwest-shows og fortæller historier, der foregår i 1800-tallets USA blandt nybyggerne i "Det Vilde Vesten" (i nogle tilfælde Mexico, Canada eller den australske ødemark i samme periode). Westerns handler typisk om nybyggernes kamp mod vildmarken, indianerne eller hinanden, og med til persongalleriet hører ofte cowboys og guldgravere.
Selvom westernfilm har været meget populære gennem hele fimhistorien, er genrens udbredelse og betydning mindsket siden slutningen af 1970'erne.

## Stumfilmen og de tidlige tonefilms tid
Westernfilm er en filmgenre som blev udbredt, endnu før Hollywood blev Hollywood og egentlig endnu før filmen blev film. Den første film om togrøverier blev produceret i 1903 (af Edwin S. Porter), og den var den første der tog nærbilledet i brug som virkemiddel. Som fadder til westernfilmen er forsøgsvis blevet foreslået middelalderens ridderdigtning, skillingsviserne, James Fenimore Coopers indianerskildringer samt både historiske romaner og kolportagelitteratur fra det 19. århundrede. 

Så snart filmen overtog rollen som opium for folket – omkring 1908-10 da det verdensomspændende distributionsnet var etableret – indtog westernfilmen sammen med kærlighedsfilmen og historiske udstyrsstykker en delt førsteplads på repertoirerne. 

Egentlig var westernfilmen vor tids commedia dell'arte. Fuldt ud tilfredsstillende forestillinger kunne opføres i et tomt rum og af medvirkende i jeans og balkjoler med indlysende karakteristikker på: skurkene, heltene, indianerne og hvide, heltinde, jomfru og bordelmutter, sherif, drukkenbolten, doktor og/eller præst, en sjælden gang en dum neger og en folkemængde. Man kan i nyere westernfilm iagttage eksperimenter med op til tre karakteristikker på samme figur; Det kalder seriøse filmkritikere for særligt interessante fornyelser. 

De første westernfilm blev lavet af folk, som selv havde kendt pionererne der «erobrede» det nordamerikanske kontinent. Men bladrer man i filmhistorien opdager man, at nogle af de «bedste» westernfilm er lavet af den talentfulde lille flok af jødiske filmarbejdere, som via Paris og London søgte til Hollywood på flugt fra nazismen i 1930'erne. En forklaring – den accepterede – er, at de valgte formen fordi den bød på fortællertekniske udfordringer: Enkle skikkelser og klare konflikter. Måske var det ikke så enkelt. Måske oplevede de den som en raffineret, abstrakt leg i en sælsom og fængslende, sluttet form, for det er det, den er.
I 1930'erne blev der lavet mange film med sang, og begrebet "singing cowboys" blev en realitet, se westernmusik. Disse film var ofte musicals i westernmiljø med dertil hørende romantisk handling.

## Nybrud
Et form for nybrud fik man med John Fords gennembrudsfilm fra 1939, Diligencen om en diligencetur gennem vildmarken, der kulminerer i et indianeroverfald. Personerne i denne film har menneskelige nuancer, f.eks. er helten Ringo Kid er en lovløs, men vi får forklaret hvorfor han er endt der. Denne rolle gav John Wayne stjernestatus. De øvrige rejsende er mere ægte menneskelige end der hidtil var set i genren. Og den blev skoledannende ved at skildre et motiv, der siden blev almindeligt forekommende i westerngenren: rejsen. Samtidig gennemspiller den også det almindelige hævnmotiv i og med at Ringo Kid skal gøre op med en bande, der har dræbt hans familie.
John Ford fortsatte i 1940'erne ikke kun med westerns, men hans westerns hørte til de store i genren. Da man i løbet af 2. Verdenskrig mest lavede propogandafilm var den første halvdel af årtiet en westernfattig tid, men man tog snart revanche. Det nye publikum i Europa tog den ærkeamerikanske genre til sig.

## Farvefilmen
Da der så blev rigtig mange penge og man havde råd til at lave farvefilm oplevede man først rigtig westerngenrens styrke. Uden at forklejne de gode sort/hvide westerns, så kommer genrens miljø i de store vidtstrakte vidder med de røde bjergformationer først rigtig til sin ret i farver, og 1950'erne blev et gyldent årti for westerns. På den ene side blev der stadig produceret primitive B-westerns, men John Fords eksempel inspirerede også til mange nuancerede tegninger af livet i pionertiden. De store klassikere er High Noon med Gary Cooper i hovedrollen og Shane, der for første gang skildrer volden med en vis realisme.

## Tressernes afmytologisering
Men vi skulle helt frem til 1960'erne inden vi fik de store afmytologiseringer af Amerikas fortid. Man begyndte at lave westerns i Europa, og da Italien førte blev de kaldt spaghettiwesterns. De dannede inspiration, især for Sam Peckinpah, der efter sin debut De red efter guld blev anset for at være John Fords arvtager, men hans senere film skildrer desillusioneringen og håbløsheden uden omsvøb, og han vakte en del forargelse ved at lade sine personer dø i slow motion med blodet væltende ud. Senere blev det til parodier, ofte med James Garner fra TV-serien Maverick i hovedrollen, eller til film, der fuldstændig piller glorien af vesten, som Arthur Penns En god dag at dø, Ralph Nelsons yderst ubehagelige Soldier Blue om en autentisk massakre på en indianerlejr, eller Jagten på Willie Boy.

## Renæssance
Det syntes at være umuligt at lave westerns efter dette, men senere har genren dog fået en vis renæssance med Kevin Costners Danser med ulve og Lawrence Kasdans Silverado og filmene om Young Guns, der henter tydelig inspiration i spaghettiwesterns; også Clint Eastwood opnåede stor anerkendelse for De nådesløse, der bl.a. vandt fire Oscars i 1992.

## Westerninstruktører

### Amerikanske
- John Ford
- Howard Hawks
- Anthony Mann
- Sam Peckinpah

### Ikke-amerikanske
- Sergio Corbucci
- Sergio Leone

## Westernstjerner
- Gene Autry
- Lee van Cleef
- Gary Cooper
- Clint Eastwood
- Tom Mix – fra stumfilmens tid.
- Roy Rogers
- James Stewart
- John Wayne